# Родригес, Хоан
Хоан Рубен Родригес Альварес (исп. Johan Rubén Rodríguez Álvarez; 15 августа 1975, Монтеррей, Мексика) — мексиканский футболист, защитник, известный по выступлениям за «Сантос Лагуна» и сборной Мексики. Участник Чемпионата мира 2002 года.

## Клубная карьера
Родригес воспитанник клуба «Крус Асуль». В 1996 году он дебютировал за основную команду в мексиканской Примере. В 1997 году Хоан помог клубу выиграть первенство Мексики и Кубок чемпионов КОНКАКАФ. В начале 1999 года Родригес перешёл в «Сантос Лагуна». Он быстро стал основным футболистом и в 2001 году во второй раз выиграл чемпионат, а также завоевал Кубок Мексики. За «Лагуну» Хоан выступал на протяжении шести сезонов и является одним из рекордсменов клуба. Летом 2004 года он перешёл в «Некаксу». За новый клуб Хоан отыграл сезон, после чего недолго выступал за «Монаркас Морелию» и «Керетаро», где и завершил карьеру в 2007 году.

## Международная карьера
25 октября 2000 года в матче товарищеском матче против сборной США Родригес дебютировал за сборную Мексики. В 2001 году Хоан принял участие в Кубке Америки. На турнире он сыграл в поединках против сборных Бразилии, Чили, Уругвая и Колумбии. 21 августа в поединке против сборной Либерии Родригес забил свой первый гол за сборную. В 2002 году он был включен в заявку национальной команды на участие в чемпионате мира в Японии и Южной Кореи. На турнире он сыграл в матчах против Эквадора, США и Хорватии. После окончания первенства Родригес больше в сборную не привлекался.

### Голы за сборную Мексики
| #  | Дата            | Место                       | Противник | Результат | Соревнование      |
| -- | --------------- | --------------------------- | --------- | --------- | ----------------- |
| 1. | 23 августа 2001 | Веракрус, Мексика           | Либерия   | 5:4       | Товарищеский матч |
| 2. | 31 октября 2001 | Пуэбла-де-Сарагоса, Мексика | Сальвадор | 4:1       | Товарищеский матч |

## Достижения
Командные
 «Крус Асуль»
- Чемпионат Мексики по футболу — 1989/1990
- Обладатель Кубка чемпионов КОНКАКАФ — 1997

 «Сантос Лагуна»
- Чемпионат Мексики по футболу — Верано 2001
- Обладатель Кубка Мексики — 2001

Международные
 Мексика
- Кубок Америки по футболу — 2001